# Rotkreuzgeschichtliche Sammlung in Westfalen-Lippe
Die Rotkreuzgeschichtliche Sammlung in Westfalen-Lippe ist ein Rotkreuz-Museum in der Gemeinde Schlangen im Kreis Lippe, Nordrhein-Westfalen.

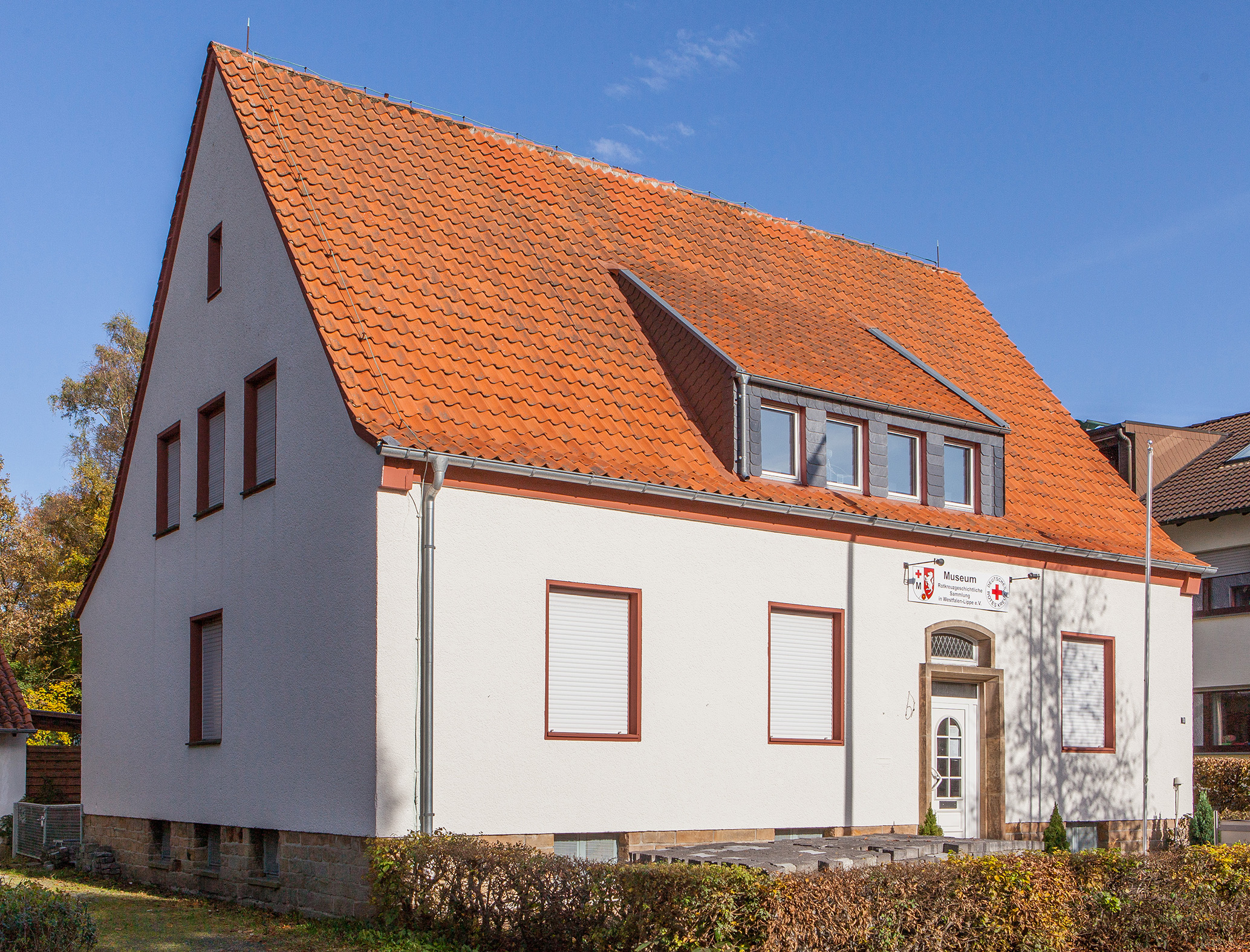
Rotkreuzgeschichtliche Sammlung in Westfalen-Lippe

## Geschichte
1997 erfolgte die Gründung des Museums mit einer kleineren Ausstellung von privat gesammelten Exponaten, die das Zeichen des Roten Kreuzes tragen. Ab 2000 verfügte das Museum über eine 100 m² große Ausstellungsfläche.
2007 hat sich in Bad Lippspringe der Verein „Rotkreuzgeschichtliche Sammlung in Westfalen-Lippe e.V. – Museum“ gegründet. Vereinszwecke sind die Förderung von Kunst und Kultur, insbesondere der Erwerb von historisch bedeutsamen Objekten und das Sammeln von allgemeinen Ausstellungs- und Ausrüstungsgegenständen des Roten Kreuzes, der Betrieb und die Förderung eines angeschlossenen Museums und Archivs, um die Geschichte des Roten Kreuzes allgemein und besonders im Bereich des DRK-Landesverbandes Westfalen-Lippe zu erforschen und zu dokumentieren sowie die Verbreitung des humanitären Gedankengutes als ein Teil der Öffentlichkeitsarbeit des Deutschen Roten Kreuzes.
2010 wurde dem Rotkreuzmuseum durch die Gemeinde Schlangen ein Gebäude zur Nutzung überlassen. Nach der Renovierung zog das Museum im Jahre 2012 von Bad Lippspringe nach Schlangen um. Am 16. März 2013 erfolgte die feierliche Einweihung des Museums in der Gemeinde Schlangen. Nun stehen der Sammlung 212 m2 an Ausstellungsfläche zur Verfügung, dazu kommen 110 m2 Magazin und weitere 80 m2 Archiv. Mit Urkunde vom 16. Juli 2018 erhielt die Rotkreuzgeschichtliche Sammlung die Anerkennung als Landesmuseum des DRK-Landesverbandes Westfalen-Lippe.

## Die Sammlung
Die Rotkreuzgeschichtliche Sammlung Unser Rotes Kreuz: gestern ... heute ... weltweit dokumentiert die vielfältige Geschichte der internationalen Rotkreuz-Bewegung und des roter Halbmond. Von historischen Rotkreuz- und Feldpost-Karten bis zu Orden, Ehrenzeichen und Urkunden, von alten Uniformen bis zu Ausbildungs- und Informationsmaterialien lokaler und internationaler Herkunft spannt sich der Bogen über die mehr als 150-jährige Geschichte des Roten Kreuzes. Auch Filme zur Geschichte und Arbeit des Roten Kreuzes werden gezeigt. Archiv und Bibliothek sammeln Material zur Entwicklung des Roten Kreuzes in Westfalen-Lippe.
Die Rotkreuzgeschichtliche Sammlung ist Mitglied der Arbeitsgemeinschaft der deutschen Rotkreuz-Museen und der Museumsinitiative Ostwestfalen-Lippe e.V.

## Archiv
Das Archiv sammelt Schriftstücke, Urkunden, Ausweise, Plakate, Presseberichte und Ähnliches zur Rotkreuzgeschichte in Westfalen-Lippe. Ebenso sind die alten Gästebücher der Landesschule „Bernhard Salzmann“ in Münster bereits im Museum archiviert. Zwischenzeitlich sind im Museum bereits mehr als 200 Festschriften aus Westfalen-Lippe und weit mehr als 150 aus dem Rest der Bundesrepublik archiviert. Ein besonderes Dokument hat das Museum im Jahre 2007 erhalten: eine amerikanische Zeitung vom 30. Juli 1859 mit Augenzeugenbericht über die Schlacht von Solferino nebst anderen alten RK-Büchern.

## Wappen
Grundlage ist das Wappen des Landes Nordrhein-Westfalen. Die linke Hälfte wurde durch das Rote Kreuz darunter mit dem 'M' (für Museum) ersetzt. Das Westfalenpferd und die Lippische Rose bleiben erhalten.

## Museum vor Ort
Das Museum bietet auch anlässlich Jubiläen, Aktionswochen, Tagungen und Ähnlichem Ausstellungen vor Ort an.